# Мерил Стрип
Мери Луиза Стрип (енгл. Mary Louise Streep; Самит, 22. јуна 1949) америчка је глумица и певачица. Често описивана као најбоља глумица генерације. Глумачку каријеру започела је 1971. године у позоришној представи Севиљски плејбој, а прву филмску улогу добила је 1977. године у драми Џулија Фреда Зинемана. Најпознатији филмови у којима је глумила су: Ловац на јелене, Жена француског поручника, Моја Африка, Мостови округа Медисон, Ђаво носи Праду и Сумња. За улогу у драми Крамер против Крамера добила је Оскар за најбољу глумицу у споредној улози, а за улоге у филмовима Софијин избор и Челична дама награђена је Оскаром за најбољу глумицу у главној улози.
Двадесет један пут је номинована за награду Оскар (од којих је освојила три), а 34 пута за награду Златни глобус (од којих је освојила 9). Добитница је два Емија, једне канске Златне палме, једног Златног и једног Сребрног медведа, и две награде БАФТА. Пет пута је номинована за награду Греми а једном за награду Тони. Амерички филмски институт јој је 2004. године доделио Награду за животно дело.
Мерил Стрип је једна од најбољих и највише награђиваних глумица свих времена, а често се, поред Меги Смит и Џуди Денч, наводи као „најбоља глумица своје генерације”. Ту титулу јој је још 1980-их предвидела Бети Дејвис.

## Детињство
Рођена је као Мери Луиз Стрип (енгл. Mary Louise Streep) у Самиту, Њу Џерзи (САД) у породици Харија Вилијама Стрипа Млађег, апотекара, и Мери, ликовног уредника. Прадеда њеног оца доселио се у Сједињене Државе из града Лофенауа у Немачкој. По доласку у САД, дотадашње презиме Штреб је променио у Стрип (енгл. Streep). Њен прадеда живео је у Швајцарској. Мајчини потомци пореклом су из Пенсилваније и са Роуд Ајланда. Вилијам Пен, оснивач Пенсилваније, даљи јој је рођак.
Похађала је верску школу „Бернардс“ (Bernards), а дипломирала је глуму 1971. године на колеџу „Васар“ (Vassar). Ту је привукла пажњу глумице Џин Артур, која јој је повремено давала савете и инструкције. Неколико година касније магистрирала је уметност на Универзитету „Јејл“. За време школовања на Јејлу добила је и прве улоге: глумила је Хелену у представи Сан летње ноћи, а потом осамдесетогодишњу непокретну жену у колицима.

## Каријера

### 1971—1980: „Ловац на јелене“ и „Крамер против Крамера“
Након дипломирања на Јејлу, наступила је у неколико њујоршких представа као што су „Хенри Пети“ и „Укроћена горопад“, где јој је партнер био Раул Хулија. У представи „Мера за меру“ играла је поред Џона Казалеа, са којим се убрзо верила. Наступила је и на Бродвеју у комедији „Срећан крај“, по делу Бертолта Брехта. Године 1976. почела је да се интересује за добијање филмских улога. На кастингу за филм „Кинг Конг“ редитељ филма је, угледавши Стрипову, на италијанском рекао: „Зашто сте ми довели ово створење? Ружна је!“, али је био врло изненађен када му је Мерил одговорила на течном италијанском.
Њена прва филмска улога била је у драми „Џулија“ Фреда Зинемана. Радило се о малој улози, али за њу врло значајној. Тада је живела у Њујорку са Џоном Казалеом коме су исте године лекари дијагностиковали рак костију. Казале је следеће године добио улогу у филму „Ловац на јелене“ Мајкла Чимина. Иако није била превише заинтересована за тај филм, прихватила је споредну улогу како би на снимању била са вереником. Филмски критичари су високо оценили њену изведбу: номинована је за награду БАФТА и награду Златни глобус, као и за први Оскар у каријери. Исте године је, због финансијских потешкоћа, прихватила улогу аријевке удате за Јеврејина у ТВ-филму „Холокауст“. Због снимања се преселила у Европу, док је Казале остао у Њујорку. У то време болест се нагло погоршала и Џон Казале је преминуо 12. марта 1978. - само неколико дана по повратку Стрипове у САД. Тада је изјавила да једино рад може олакшати њену патњу. Тако је прихватила улоге у филму „Завођење Џоа Тинана“ и у представи „Укроћена горопад“.
Исте година добија споредну улогу у романтичној драми „Менхетн“ са Вудијем Аленом и Дајаном Китон. Касније је изјавила да јој је Ален строго забранио сваку импровизацију током снимања, макар то била једна реч. Убрзо је прихватила и главну женску улогу у филму „Крамер против Крамера“. Сматрала је да је лик Џоане Крамер превише зао, па је редитељ Роберт Бентон преправио сценарио, давши њеном лику хуманије карактеристике. Дастин Хофман, који је тумачио лик Теда Крамера, рекао је о Мерил Стрип: „Изузетно је вредна, скоро опсесивно! Не мисли ни на шта друго сем на посао!“.
За улоге у оба филма била је номинована за награду БАФТА, док је за улогу у Крамеру против Крамера добила прве награде у каријери: Златни глобус и Оскар за најбољу споредну глумицу.

### 1981: „Жена француског поручника“
Након две номинације за Оскара, Мерил Стрип је почела добијати све квалитетније улоге. Прва од таквих улога била је у филму „Жена француског поручника“ редитеља Карела Рајша из 1981. У том филму Стрипова је глумила две личности — Сару и Ану. Сара је жена из доба краљице Викторије, а Ана млада глумица која ће 1980. глумити Сару. Љубавне приче двеју жена су скоро идентичне и одвијају се паралелно, с том разликом што ће се једна од њих завршити трагично. Овом улогом Стрипова је заслужила трећу номинацију за Оскара, као и номинацију за Златни глобус. Иако није освојила ниједну од награда за које је била номинована, Мерил Стрип је својим наступом у Жени француског поручника скренула на себе пажњу британских филмских критичара и јавности, што је материјализовано наградом БАФТА за најбољу главну улогу коју је глумица добила 1982. Испоставиће се да је то једина британска филмска награда коју је Мерил Стрип добила у току целе своје глумачке каријере.

### 1981—1990: „Софијин избор“ и „Моја Африка“
Другог Оскара у каријери, а првог за главну улогу, Стрипова је добила 1982. за улогу Софи Завистовски у драми Алана Пакуле „Софијин избор“. Софи је млада Пољакиња која је у Другом светском рату преживела геноцид. Улога је првобитно била нуђена Урсули Андрес, али је Стрипова некако набавила копију сценарија, детаљно проучила лик Софије и онда отишла до Алана Пакуле, редитеља филма и преклињала га да јој додели улогу. Сцене избора снимала је само једанпут и није желела понављања, јер су јој те сцене, како је рекла, биле „изузетно болне и емоционално исцрпљујуће“. И критика и публика су хвалили њену изведбу, а поред Оскара, глумица је добила још и Златни глобус за најбољу главну улогу, док је награда БАФТА, за коју је била номинована, ипак отишла у руке Џули Волтерс.
Њена каријера и након Софијиног избора иде узлазном путањом, да би тако, за улогу у драми „Силквуд“, по пети пут била номинована за Оскара. Радило се о првом филму биографског жанра у њеној каријери и у њему тумачи лик политичке активисткиње Карен Силквуд. Уследиле су улоге у романтичном „Заљубљивању“, где јој је партнер био Роберт де Ниро, затим у британској драми „Обиље“, да би 1985. тумачила лик Карен Бликсен у романтичној драми „Моја Африка“ са Робертом Редфордом у споредној улози. Филм је комерцијално био изузетно успешан зарадивши 128.500.000 долара. Судећи по повољним реакцијама филмских критичара, као и по наградама за које је била номинована, ради се о једном од најбољих филмова које је снимила. По шести пут је била номинована за Оскара, а филмску романсу између ње и Редфорда Амерички филмски институт је прогласио за тринаесту најлепшу романсу свих времена.
Крајем осамдесетих је играла у два љубавна филма, „Љубавна бољка“ и „Челични коров“, оба са Џеком Николсоном у главној улози. За улоге у Љубавној бољци обоје глумаца је било номиновано за Оскара. У филму „Плач у тами“ из 1988. нашла се у улози Линди Чејмберлен, аустралијанке оптужене за убиство своје двомесечне кћерке. За ову улогу је на Канском фестивалу награђена Златном палмом за најбољу глумицу. Последњи филм у тој деценији у ком је глумила била је „Ђаволица“ редитељке Сузан Сајделман, уједно и прва комедија у њеној каријери. За улогу у том филму жири страних новинара номиновао је Мерил Стрип за Златни глобус за најбољу глумицу у комедији.

### 1991—2000: „Мостови округа Медисон“
Мерил Стрип је и деведесетих наставила да бира веома различите улоге. Најпре је добила улогу у драми „Разгледнице из пакла“, снимљеној по роману Кари Фишер. У споредној улози је била Ширли Маклејн. Стрипова је 1991. глумила у филму „У одбрану живота свог“ - романтичној комедији са елементима фантастике. Следеће године је на наговор дугогодишње пријатељице Голди Хон, снимила црну комедију „Смрт јој пристаје“. Поред њих две, споредне улоге у филму тумаче Брус Вилис и Изабела Роселини. Иако је филм добио генерално лоше критике, постао је велики биоскопски хит зарадивши 150 милиона долара у биоскопима. Две године касније играла је Гејл у трилеру „Дивља река“. За последња два поменута филма номинована је за Златни глобус за најбољу главну глумицу. Биограф Карен Холингер је описала овај део каријере Мерил Стрип као период када су популарност и квалитет њених филмова опали. Стрипова је на то рекла да су се њене могућности смањиле када се преселила у Лос Анђелес, како би била са породицом.
Године 1995. наступила је у једном од најуспешнијих филмова у њеној каријери. То је била љубавна драма „Мостови округа Медисон“, где јој је партнер био Клинт Иствуд, који је уједно био и режисер филма. Филм је зарадио 182 милиона долара широм света те тако деветоструко премашио свој буџет. Стрипова је за улогу Франческе Џонсон, девојке која је са човеком свог живота провела само четири дана, што је било довољно да у њега буде заљубљена до краја живота, била номинована за Златни глобус, Оскар и Награду Удружења глумаца за најбољу глумицу.
Крајем деведестих, играла је у драмама „Пре и после“ и „Марвинова соба“, поред Дајане Китон и Леонарда Дикаприја, затим у филму „Права ствар“ и „Музика срца“, за који је морала да научи да свира виолину. За последња два је била номинована за Оскара за најбољу главну глумицу.

### 2001—2010: „Ђаво носи Праду“ и „Сумња“
Стрипова је 2001. године позајмила глас Плавој вили у Спилберговом научнофантастичном филму „Вештачка интелигенција“. Заједно са Лијамом Нисоном била је домаћин доделе Нобелове награде за мир у Ослу. Следеће године добила је споредне улоге у два филма, и за обе номинована за најпрестижније филмске награде. Први филм је био „Адаптација“ - драма о животу америчке новинарке Сузан Орлин, колумнисткиње „Њујоркера“ и дописнице „Ролинг стоуна“. Иако је било очекивано да ће добити Оскара за најбољу споредну глумицу, пошто је добила Златни глобус, та награда је отишла у руке Кетрин Зита-Џоунс за улогу у мјузиклу „Чикаго“. Друга је била драма „Сати“. Филм прати живот три жене различитих година, које живе у различитим временима. Једино што их повезује јесте роман „Госпођа Даловеј“, љубав према истом полу и мисао о промашеном животу. Друге две главне улоге тумаче Никол Кидман и Џулијана Мур - обе номиноване за Оскара за своје изведбе. Све три глумице су биле тадашње добитнице Сребрног медведа за најбољу глумицу.
Године 2003. је, поред Ала Пачина и Еме Томпсон, тумачила главну улогу у шесточасовном тв-филму „Анђели у Америци“. Филм говори о епидемији сиде у САД, и Регановој политици према угроженом делу становништва. Стрипова је тада добила свој други Еми за најбољу главну глумицу у тв-филму, као и свој пети Златни глобус. Следеће године је од Америчког филмског института, за обогаћивање америчке културе, добила Награду за животно дело.
Њени следећи филмови су били „Манџурски кандидат“ и црна комедија „Серија несрећних догађаја Лемонија Сникета“ поред Џима Керија. Овај филм је постао велики хит у биоскопима широм света, где је зарадио 209 милиона долара. Године 2005. прихватила је улогу у романтичној комедији „Туђе је слађе“ са Умом Терман, а 2006. улогу у драми „Кућни пријатељ из прерије“ - последњем филму режисера Роберта Алтмана. Исте године добила је главну улогу у комедији „Ђаво носи Праду“. Овде глуми моћну али и злочесту Миранду Пристли, главну уредницу њујоршког модног часописа. Њеном диктаторском понашању ће стати на крај млада и несигурна Енди (Ен Хатавеј), која само што је завршила факултет и дошла у Њујорк, у потрагу за послом. Ово је један од најцењенијих филмова у каријери Стрипове. За њега је освојила Златни глобус за најбољу главну глумицу, а била је номинована за Оскар, БАФТА награду, Награду филмске критике и за Награду Удружења глумаца за најбољу главну глумицу. Поред свих ових награда, Ђаво носи Праду је зарадио 326 милиона долара широм света, због чега је постао комерцијално најуспешнији филм у дотадашњој каријери Мерил Стрип. Крајем године, позајмила је глас за филм „Лукас у свету мрава“. После тог филма, наступила је у драми „Тамна материја“, трилеру „Под истрагом“, затим филму „Глинени голубови“ који приказује рат са више аспеката, а у којем је глумила уз Тома Круза и Роберта Редфорда, као и драми „Предвечерје“, са Глен Клоус, Клер Дејнс и Ванесом Редгрејв.
Године 2008. Стрипова је снимила два изузетно успешна филма. Први је био мјузикл „Mamma Mia!“, базиран на хитовима групе АББА. Зарадивши 610 милиона долара у бисокопима широм света, ово је трећи најкомерцијалнији мјузикл свих времена, и рекордер када је у питању зарада филмова Мерил Стрип. Глумачку екипу овог остварења чинили су још и Колин Ферт и Пирс Броснан. Други филм је драма „Сумња“, са Филипом Симором Хофманом и Ејми Адамс у споредним улогама. Овде Мерил глуми конзервативну и строгу калуђерицу Алојшис Бувије, која је захваљујући својој проницљивости успела да открије сексуално злостављање у религиозној школи, у којој ради као директор. За свој перформанс, добила је Награду Удружења глумаца и Награду филмске критике, а била је номинована за Златни глобус, БАФТА награду и јубиларни, петнаести по реду Оскар, после тридесет година на филму.
Следеће године, играла је главну улогу у комедији „Џули и Џулија“, за коју је добила Златни глобус за најбољу главну глумицу и Награду филмске критике, коју је поделила са Сандром Булок. Номинована је и за Оскар за најбољу главну глумицу, али је он отишао у руке Булоковој. У комедији „Компликовано је“, Мерил је била у улози Џејн Адлер, жене која жели нови живот и нову љубав, али не успева да заборави свог бившег супруга Џејка (Алек Болдвин), са којим одржава бурну сексуалну везу. Крајем 2009. године добила је улогу у анимираном филму „Фантастични господин Лисац“.

### 2011—данас: „Челична дама“
У лето 2011. нашла се на десетом месту листе најплаћенијих глумица на свету, са зарадом од десет милиона долара по филму. Пред крај исте године снимљен је филм „Челична дама“, где је Мерил била у главној улози. Ова биографска драма приказује младост британске премијерке Маргарет Тачер, суочавање са проблемима за време Фолкландског рата и економске кризе, али и њену свакодневну борбу са носталгијом и жалост за преминулим супругом. Стрипова је за своје извођење после тридесет година награђена Златним глобусом за најбољу главну глумицу у драми, и другом у каријери Наградом BAFTA. Неколико дана после доделе Награда Британске академије, Мерил је отпутовала у Берлин, где јој је уручен Златни медвед за животно дело. У фебруару је за филм Челична дама награђена трећим у каријери Оскаром за најбољу главну глумицу.
Стрипова је средином 2012. промовисала романтичну комедију Зачин за брак, где глуми са Томијем Лијем Џоунсом. Филм је остварио знатан финансијски успех будући да је на буџет од тридесет милиона дошла зарада од готово сто десет милиона долара, а глумица је притом добила још једну номинацију за Златни глобус за најбоље женско извођење у комедији. У септембру исте године је почело снимање филма Август: Округ Осејџ, црне комедије о неколико жена, које се стицајем околности враћају у централну Оклахому, у породичну кућу у којој живи њихова психички неуравнотежена жена. Матријарха породице глуми управо Мерил Стрип, док једну од њених кћери игра Џулија Робертс. Филм у светске биоскопе излази у новембру 2013. године.

## Позориште
Стрипова је дебитовала у позоришту представом „Севиљски плејбој“ 1971. године, да би 1976. године наступала у комадима Тенесија Вилијамса „Двадесет седам вагона пуних памука“ и Артура Милера „A Memory of Two Mondays“, за коју је била номинована за награду Тони за најбољу главну глумицу у представи. Играла је и у драмама „Вишњик“ и „Галеб“, Антона Павловича Чехова, као и у представи „Срећан крај“ Бертолда Брехта. Пошто је њена филмска каријера крајем седамдесетих доживела доживела бум, Мерил је одлучила да престане са радом у позоришту.
Године 2001. вратила се представом Галеб, поред Кевина Клајна и Натали Портман, а 2006. је наступала у драми „Мајка храброст и њена деца“.

## Певање
Након филма „Mamma Mia!“, песма Mamma Mia групе АББА, али у интерпретацији Мерил Стрип, поново је постала изузетно популарна, па је следеће године Стрипова номинована за Греми за свој рад у поменутом мјузиклу. Ово је била њена пета номинација за ту награду.

## Акценти и дијалекти
Стрипова је позната по својој способности да успешно имитира говор других дијалеката. У филму „Моја Африка“ њен енглески је попримио дански акценат, а у драми „Софијин избор“, где је глумила Пољакињу, говорила је енглески и немачки, и у оба та језика успела да унесе призвук словенског изговора. За филм „Плес у Лугхнаси“ извежбала је ирски, а за „Мостове округа Медисон“ — италијански нагласак. За улогу Новозеланђанке у филму „Плач у тами“ преслушавала је снимке са суђења Линди Чемберлејн, како би свој говор што више приближила њеном. Њен британски енглески у филмовима „Обиље“ и „Жена француског поручника“ био је проминентан.

## Приватни живот
Била је верена са глумцем Џоном Казалеом, али је он умро 1978. године од рака костију. Исте године, 15. септембра, удала се за Дона Гамера, са којим има четворо деце: Хенрија Волфа, Мери Вилу, Грејс Џејн и Луизу Џејкобсон.
На питање колику улогу у њеном животу има религија, Мерил је одговорила: „Не пратим доктрине. Не припадам ни једној цркви, храму, синагоги или ашраму“.

## Награде и признања
Мерил Стрип је рекордер када су у питању номинације за Оскара — била је номинована шеснаест пута, од тога 13 пута за најбољу главну глумицу. Држи рекорд и када су у питању Златни глобуси. За ову награду је била номинована двадесет пет пута. Добитник је два Емија за најбољу глумицу у серији. Године 1998. добила је своју звезду на Булевару славних, а 2004. Награду за животно дело од Америчког филмског института. Добитник је почасне филмске награде „Цезар“, коју додељује француска Академија филмске уметности. Добила је почасни докторат Универзитета Принстон 2009. године, а већ 2010. за доктора уметности прогласио је и Харвард.
Највећа глумица 20. века, Кетрин Хепберн, није ценила Мерил. На питање шта мисли о њој рекла је само: „Клик, клик, клик!“, и објаснила да су то точкови у њеној глави (док глуми). Друга холивудска дива, Бети Дејвис, обожавала је Стрипову и још почетком осамдесетих послала јој писмо у коме јој је рекла да цени њен рад и да јој предвиђа блиставу каријеру.

## Филмографија
| Година | Назив                                      | Улога                        | Награде |
| ------ | ------------------------------------------ | ---------------------------- | --- |
| 1977   | Џулија                                     | Ен Мари ()                   | |
| 1978   | Ловац на јелене                            | Линда ()                     | номинована - Оскар за најбољу споредну глумицу номинована - Награда BAFTA за најбољу глумицу у главној улози номинована - Златни глобус за најбољу споредну глумицу |
| 1979   | Менхетн                                    | Џил ()                       | номинована - Награда BAFTA за најбољу глумицу у споредној улози |
| 1979   | Завођење Џоа Тинана                        | Карен Трејнор ()             | |
| 1979   | Крамер против Крамера                      | Џоана Крамер ()              | Оскар за најбољу споредну глумицу Златни глобус за најбољу споредну глумицу номинована - Награда BAFTA за најбољу глумицу у главној улози |
| 1981   | Жена француског поручника                  | Сара/Ана ()                  | Златни глобус за најбољу главну глумицу (драма) Награда BAFTA за најбољу глумицу у главној улози номинована - Оскар за најбољу главну глумицу |
| 1982   | Still of the Night                         | Брук Рејнолдс ()             | |
| 1982   | Софијин избор                              | Софија „Софи“ Завистовски () | Оскар за најбољу главну глумицу Златни глобус за најбољу главну глумицу (драма) номинована - Награда BAFTA за најбољу глумицу у главној улози |
| 1983   | Силквуд                                    | Карен Силквуд ()             | номинована - Оскар за најбољу главну глумицу номинована - Награда BAFTA за најбољу глумицу у главној улози номинована - Златни глобус за најбољу главну глумицу (драма) |
| 1984   | Заљубљивање                                | Моли Гилмор ()               | |
| 1985   | Обиље                                      | Сузан ()                     | |
| 1985   | Моја Африка                                | Карен ()                     | номинована - Оскар за најбољу главну глумицу номинована - Награда BAFTA за најбољу глумицу у главној улози номинована - Златни глобус за најбољу главну глумицу (драма) |
| 1986   | Љубавна бољка                              | Рејчел ()                    | |
| 1987   | Челични коров                              | Хелен Арчер ()               | номинована - Оскар за најбољу главну глумицу |
| 1988   | Плач у тами                                | Линди Чемберлејн ()          | Златна палма за најбољу глумицу номинована - Оскар за најбољу главну глумицу номинована - Златни глобус за најбољу главну глумицу (драма) |
| 1989   | Ђаволица                                   | Мери Фишер ()                | номинована - Златни глобус за најбољу главну глумицу (комедија) |
| 1990   | Разгледнице из пакла                       | Сузан Вејл ()                | номинована - Оскар за најбољу главну глумицу номинована - Златни глобус за најбољу главну глумицу (комедија) |
| 1992   | У одбрану живота свог                      | Џулија ()                    | |
| 1993   | Смрт јој пристаје                          | Медлин Ештон ()              | номинована - Златни глобус за најбољу главну глумицу (комедија) |
| 1994   | Кућа чудних душа                           | Клара Чумбабуа ()            | |
| 1994   | Дивља река                                 | Гејл Хартман ()              | номинована - Златни глобус за најбољу главну глумицу (драма) номинована - Награда Удружења филмских глумаца за најбољу глумицу у главној улози |
| 1995   | Мостови округа Медисон                     | Франческа Џонсон ()          | номинована - Оскар за најбољу главну глумицу номинована - Златни глобус за најбољу главну глумицу (драма) номинована - Награда Удружења филмских глумаца за најбољу глумицу у главној улози |
| 1996   | Пре и после                                | Керолајн Рајан ()            | |
| 1996   | Марвинова соба                             | Ли ()                        | номинована - Златни глобус за најбољу главну глумицу (драма) |
| 1998   | Плес у Лугхнаси                            | Кејт Манди ()                | |
| 1998   | Права ствар                                | Кејт Гулден ()               | номинована - Оскар за најбољу главну глумицу номинована - Златни глобус за најбољу главну глумицу (драма) номинована - Награда Удружења филмских глумаца за најбољу глумицу у главној улози |
| 1999   | Музика срца                                | Роберта ()                   | номинована - Оскар за најбољу главну глумицу номинована - Златни глобус за најбољу главну глумицу (драма) номинована - Награда Удружења филмских глумаца за најбољу глумицу у главној улози |
| 2001   | Вештачка интелигенција                     | Плава вила ()                | (глас) |
| 2002   | Адаптација                                 | Сузан ()                     | Златни глобус за најбољу споредну глумицу номинована - Награда BAFTA за најбољу глумицу у споредној улози номинована - Награда филмске критике за најбољу споредну глумицу номинована - Награда Удружења филмских глумаца за најбољу глумицу у споредној улози                                                 |
| 2002   | Сати                                       | Клариса Воган ()             | Сребрни медвед за најбољу глумицу номинована - Оскар за најбољу споредну глумицу номинована - Награда BAFTA за најбољу глумицу у споредној улози номинована - Златни глобус за најбољу главну глумицу (драма)                                                                                                  |
| 2004   | Манџурски кандидат                         | Еленор Шо ()                 | номинована - Златни глобус за најбољу споредну глумицу у играном филму номинована - Награда BAFTA за најбољу глумицу у споредној улози номинована - Сатурн за најбољу глумицу |
| 2004   | Серија несрећних догађаја Лемонија Сникета | ујна Џозефина ()             | |
| 2005   | Туђе је слађе                              | Лиза ()                      | номинована - Златни глобус за најбољу главну глумицу (комедија) |
| 2006   | Кућни пријатељ из прерије                  | Јоланда Џонсон ()            | |
| 2006   | Ђаво носи Праду                            | Миранда Пристли ()           | Златни глобус за најбољу главну глумицу (комедија) номинована - Оскар за најбољу главну глумицу номинована - Награда BAFTA за најбољу глумицу у главној улози номинована - Награда Удружења филмских глумаца за најбољу глумицу у главној улози номинована - Награда филмске критике за најбољу главну глумицу |
| 2007   | Лукас у свету мрава                        | Мравља краљица ()            | |
| 2007   | Тамна материја                             | Џоен Силвер ()               | |
| 2007   | Предвечерје                                | Лила Рос ()                  | |
| 2007   | Незванична истрага                         | Корин Вајтман ()             | |
| 2007   | Глинени голубови                           | Жанин Рот ()                 | |
| 2008   |                                            | Дона Шеридан ()              | номинована - Златни глобус за најбољу главну глумицу (мјузикл) |
| 2008   | Сумња                                      | Алојшис Бувије ()            | Награда Удружења филмских глумаца за најбољу глумицу у главној улози Награда филмске критике за најбољу главну глумицу номинована - Оскар за најбољу главну глумицу номинована - Награда BAFTA за најбољу глумицу у главној улози номинована - Златни глобус за најбољу главну глумицу (драма)                 |
| 2009   | Џули и Џулија                              | Џулија Чајлд ()              | Златни глобус за најбољу главну глумицу (комедија) Награда филмске критике за најбољу главну глумицу номинована - Оскар за најбољу главну глумицу номинована - Награда BAFTA за најбољу глумицу у главној улози номинована - Награда Удружења филмских глумаца за најбољу глумицу у главној улози              |
| 2009   | Фантастични господин Лисац                 | гђа. Лисац ()                | (глас) |
| 2009   | Компликовано је                            | Џејн Адлер ()                | номинована - Златни глобус за најбољу главну глумицу (комедија) |
| 2011   | Челична дама                               | Маргарет Тачер ()            | Оскар за најбољу главну глумицу Награда BAFTA за најбољу глумицу у главној улози Златни глобус за најбољу главну глумицу (драма) номинована - Награда Удружења филмских глумаца за најбољу глумицу у главној улози номинована - Награда филмске критике за најбољу главну глумицу                              |
| 2012   | Зачин за брак                              | Кеј ()                       | номинована — Златни глобус за најбољу главну глумицу (комедија) |
| 2013   | Август у округу Осејџ                      | Вајолет Вестон ()            | номинована — Оскар за најбољу главну глумицу номинована — Златни глобус за најбољу главну глумицу (комедија) номинована — Награда Удружења филмских глумаца за најбољу глумицу у главној улози номинована — Награда филмске критике за најбољу главну глумицу                                                  |
| 2014   | Давалац                                    | Старији шеф ()               | |
| 2014   | Алта Картер ()                             |                              | |
| 2014   | Зачарана шума                              | Вештица ()                   | номинована — Оскар за најбољу споредну глумицу номинована — Златни глобус за најбољу споредну глумицу у играном филму номинована — Награда Удружења филмских глумаца за најбољу глумицу у споредној улози номинована — Награда филмске критике за најбољу споредну глумицу                                     |
| 2017   | Доушник                                    | Катрин Грејам ()             | номинована — Оскар за најбољу главну глумицу номинована — Златни глобус за најбољу главну глумицу у играном филму (драма) |
| 2018   | Повратак Мери Попинс                       | Топси ()                     | |
| 2019   | Мале жене                                  | тетка Марч ()                | |
| 2021   | Не гледај горе                             | председница Џејни Орлеан ()  | |
| 2026   | Ђаво носи Праду 2                          | Миранда Пристли ()           | |
| 2026   | Летописи Нарније: Чаробњаков сестрић       | Аслан ()                     | (глас) |

## Познати глумци са којима је сарађивала
| Филм                         | Глумци са којима је сарађивала                                                               |
| ---------------------------- | -------------------------------------------------------------------------------------------- |
| (Џулија)                     | Џејн Фонда, Ванеса Редгрејв, Максимилијан Шел, Хал Холбрук                                   |
| (Ловац на јелене)            | Роберт де Ниро, Кристофер Вокен, Џон Казале                                                  |
| (Менхетн)                    | Вуди Ален, Дајана Китон                                                                      |
| (Крамер против Крамера)      | Дастин Хофман, Џастин Хенри                                                                  |
| (Жена француског поручника)  | Џереми Ајронс                                                                                |
| (Софијин избор)              | Кевин Клајн                                                                                  |
|                              | Џесика Танди                                                                                 |
| (Силквуд)                    | Курт Расел, Шер                                                                              |
| (Заљубљивање)                | Роберт де Ниро, Дајана Вист, Харви Кајтел, Џорџ Мартин                                       |
| (Обиље)                      | Ијан Макелен, Трејси Улман, Џон Гилгуд, Стинг                                                |
| (Моја Африка)                | Роберт Редфорд                                                                               |
| (Љубавна бољка)              | Џек Николсон, Стокард Чанинг, Кевин Спејси, Милош Форман                                     |
| (Челични коров)              | Џек Николсон, Карол Бејкер, Том Вејтс                                                        |
| (Разгледнице из пакла)       | Ширли Маклејн, Денис Квејд, Џин Хекман, Ричард Драјфус, Анет Бенинг                          |
| (Смрт јој пристаје)          | Голди Хон, Брус Вилис, Изабела Роселини                                                      |
| (Кућа чудних душа)           | Џереми Ајронс, Глен Клоус, Винона Рајдер, Антонио Бандерас                                   |
| (Дивља река)                 | Кевин Бејкон, Дејвид Стратерн, Џон К. Рајли, Бенџамин Брет                                   |
| (Мостови округа Мадисон)     | Клинт Иствуд                                                                                 |
| (Пре и после)                | Лијам Нисон, Едвард Ферлонг, Алфред Молина                                                   |
| (Марвинова соба)             | Леонардо Дикаприо, Дајана Китон, Роберт де Ниро                                              |
| (Плес у Лугхнаси)            | Кетрин Макормак                                                                              |
| (Права ствар)                | Рене Зелвегер, Вилијам Херт                                                                  |
| (Музика мог срца)            | Анџела Басет                                                                                 |
| (Вештачка интелигенција)     | Џуд Ло, Вилијам Херт, Брендан Глисон, Бен Кингсли                                            |
| (Адаптација)                 | Николас Кејџ, Крис Купер, Тилда Свинтон, Брајан Кокс, Меги Џиленхол                          |
| (Сати)                       | Џулијана Мур, Никол Кидман, Ед Харис, Клер Дејнс, Алисон Џени, Тони Колет, Миранда Ричардсон |
| (Манџурски кандидат)         | Дензел Вошингтон, Лијев Шрајбер, Џон Војт                                                    |
| (Низ несрећних догађаја)     | Џим Кери, Џуд Ло, Хелена Бонам Картер, Дастин Хофман                                         |
| (Туђе је слађе)              | Ума Терман, Брајан Гринберг                                                                  |
| (Кућни пријатељ из прерије)  | Вуди Харелсон, Томи Ли Џоунс, Кевин Клајн, Џон К. Рајли, Вирџинија Мадсен                    |
| (Ђаво носи Праду)            | Ен Хатавеј, Емили Блант, Жизел Биндшен                                                       |
| (Лукас у свету мрава)        | Џулија Робертс, Николас Кејџ, Пол Џијамати                                                   |
| (Предвечерје)                | Клер Дејнс, Глен Клоус, Ванеса Редгрејв                                                      |
| (Под истрагом)               | Рис Видерспун, Џејк Џиленхол, Алан Аркин                                                     |
| (Глинени голубови)           | Том Круз, Роберт Редфорд                                                                     |
|                              | Колин Ферт, Пирс Броснан, Стелан Скарсгорд, Џули Волтерс                                     |
| (Сумња)                      | Филип Симор Хофман, Ејми Адамс                                                               |
| (Џули и Џулија)              | Ејми Адамс, Мери Лин Рајскаб                                                                 |
| (Фантастични господин Лисац) | Џорџ Клуни, Бил Мари, Вилем Дафо, Овен Вилсон, Адријен Броди                                 |
| (Компликовано је)            | Алек Болдвин, Стив Мартин                                                                    |
| (Август у округу Осејџ)      | Џулија Робертс                                                                               |